# 1379
1379 је била проста година.